# Ивановские Выселки (Ефремовский район)
Ивановские Выселки — упразднённый посёлок в Ефремовском районе Тульской области России.

## География
Урочище находится в юго-восточной части Тульской области, в лесостепной зоне, к северу от автодороги 70К-123, на расстоянии примерно 16 километров (по прямой) к востоко-северо-востоку от города Ефремова, административного центра округа. Абсолютная высота — 221 метр над уровнем моря.

### Климат
Климат характеризуется как умеренно континентальный, с умеренно холодной снежной зимой и тёплым летом. Среднегодовая многолетняя температура воздуха составляет +4 — +4,6°С. Средняя температура воздуха самого холодного месяца (января) — −6,7 °C (абсолютный минимум — −46 °C), средняя температура самого тёплого (июля) — +18 °С (абсолютный максимум — +38 °C). Безморозный период длится в среднем 149 дней. Среднегодовое количество атмосферных осадков составляет 650—730 мм, из которых большая часть (около 460 мм) выпадает в тёплый период. Снежный покров держится в течение 130—145 дней. Среднегодовая скорость ветра составляет 3,6 м/с.

## История
По состоянию на 1926 год, в посёлке Ивановский имелось 16 крестьянских хозяйств и проживало 68 человек (41 мужчина и 27 женщин). В административном отношении входил в состав Кобылинского сельсовета.